# کاژیمیش فایانس
کاژیمیش فایانس (لهستانی: Kazimierz Fajans؛ زاده ۲۷ مهٔ ۱۸۸۷ درگذشته ۱۸ مهٔ ۱۹۷۵) یک فیزیک‌دان در زمینه شیمی اهل ایالات متحده آمریکا بود.